# NGC 3988
NGC 3988 في الفهرس العام الجديد، هي مجرة، تقع في كوكبة الأسد. اكتشفت في 13 أبريل 1831 بواسطة جون هيرشل.

## روابط خارجية
- NGC 3988 على موقع ويكي سكاي: DSS2, SDSS, GALEX, IRAS, Hydrogen α, X-Ray, Astrophoto, Sky Map, Articles and images